# Tijdslogica
Tijdslogica's of temporele logica's kunnen worden gezien als uitbreiding van de propositielogica, de predicatenlogica, de modale logica of de hybride logica. Hierbij is er extra formele apparatuur om uit te drukken of iets in het verleden, het heden, de toekomst het geval is, mogelijk het geval is, of het in een mogelijke toekomst het geval is, enzovoorts. Met andere woorden kan temporele informatie met het formele systeem verwerkt worden.
Een van de onderscheiden die bij temporele logica's worden gemaakt, is die tussen logica's die tijd als een lineair gegeven zien, en die, die het toestaan dat er vertakkingen in de tijd bestaan. Dit laatste kan gezien worden als mogelijke toekomstige scenario's, of, bijvoorbeeld in een sciencefiction setting of de kwantummechanica, toekomstige parallelle werelden binnen een multiversum. Een ander onderscheid is dat tussen systemen die tijd discreet beschouwen, zoals als verzameling tijdstippen, en die waarbij tijd continu is.
Voorbeelden van tijdslogica's zijn die van Arthur Prior en die van Hans Reichenbach.

## Tijdslogica van Prior
De temporele logica van Arthur Prior is een modale logica, die propositielogica verrijkt met de modale operatoren P, F, H en G. Pp drukt uit, dat p ooit het geval is geweest, Fp drukt uit, dat p in de toekomst het geval zal zijn, Hp dat het altijd in het verleden het geval is geweest dat p, en Gp dat het altijd in de toekomst het geval zal zijn dat p. Hier is 'p' een propositie, bijvoorbeeld als p staat voor Tweety is geel, drukt Hp uit, dat Tweety altijd in het verleden geel is geweest, en Hp{\displaystyle \land } p {\displaystyle \land } Fp dat er nooit een moment zal zijn of is geweest waarop Tweety niet geel is.
Op grond van de eigenschappen van de bovengenoemde modale operatoren, kon Prior diverse stellingen formuleren. Het ligt bijvoorbeeld voor de hand, dat als iets in de toekomst het geval zal zijn, dat het dan in het verleden ook zo was dat het in de toekomst het geval zal zijn. Formeel: Fp{\displaystyle \rightarrow }PFp.
De modale operatoren van Prior kunnen ook worden toegepast op andere logica's, zoals de predicatenlogica.
De minimale tijdslogica die aan een bepaald aantal kenmerken voldoet, wordt Kt genoemd

## Tijdslogica van Reichenbach
Binnen de tijdslogica van Reichenbach worden drie referentiepunten gebruikt om temporele informatie uit te drukken: E voor het tijdstip waarop iets plaatsvindt, S voor het tijdstip waarop een uitspraak wordt gedaan en R voor het tijdstip van een referentiepunt. Met een combinatie van deze referentiepunten, waarbij A B uitdrukt dat A voor B komt, en A,B dat A en B gelijktijdig het geval zijn, kunnen de diverse tempora uit de natuurlijke taal worden gerepresenteerd.